# Lijst van voetbalinterlands Bulgarije - Spanje
Deze lijst van voetbalinterlands is een overzicht van alle officiële voetbalwedstrijden tussen de nationale teams van Bulgarije en Spanje. De landen hebben tot op heden vijf keer tegen elkaar gespeeld. De eerste ontmoeting was een vriendschappelijke wedstrijd in Madrid op 21 mei 1933. Het laatste duel, eveneens een vriendschappelijke wedstrijd, vond plaats op 20 november 2002 in Granada.

## Wedstrijden
| № | Plaats     | Datum            | Competitie           | Wedstrijd          | Uitslag |
| - | ---------- | ---------------- | -------------------- | ------------------ | ------- |
| 1 | Madrid     | 21 mei 1933      | Vriendschappelijk    | Spanje − Bulgarije | 13 − 0  |
| 2 | Valencia   | 18 december 1985 | Vriendschappelijk    | Spanje − Bulgarije | 2 − 0   |
| 3 | Leeds      | 9 juni 1996      | EK 1996              | Spanje − Bulgarije | 1 − 1   |
| 4 | Lens       | 24 juni 1998     | WK 1998              | Spanje − Bulgarije | 6 − 1   |
| 5 | Granada    | 20 november 2002 | Vriendschappelijk    | Spanje − Bulgarije | 1 − 0   |
| 6 | Sofia      | 4 september 2025 | WK 2026 kwalificatie | Bulgarije − Spanje |         |
| 7 | Valladolid | 14 oktober 2025  | WK 2026 kwalificatie | Spanje − Bulgarije |         |

## Samenvatting
| Competitie        | Totaal gespeeld | Winst Bulgarije | Gelijk | Winst Spanje | Doelsaldo Bulgarije – Spanje |
| ----------------- | --------------- | --------------- | ------ | ------------ | ---------------------------- |
| WK-eindronde      | 1               | 0               | 0      | 1            | 1 − 6                        |
| EK-eindronde      | 1               | 0               | 1      | 0            | 1 − 1                        |
| Vriendschappelijk | 3               | 0               | 0      | 3            | 0 − 16                       |
| Totaal            | 5               | 0               | 1      | 4            | 2 − 23                       |

Wedstrijden bepaald door strafschoppen worden, in lijn met de FIFA, als een gelijkspel gerekend.